# Władisław Sapieja
Władisław Władimirowicz Sapieja (ros. Владислав Владиславович Сапея, ur. 11 czerwca 1943 w Wilejce) – białoruski lekkoatleta reprezentujący Związek Radziecki, sprinter, wicemistrz Europy z 1969.
Zwyciężył w biegu na 100 metrów w finale Pucharu Europy w 1967 w Kijowie. Zajął 6. miejsce w finale biegu na 50 metrów na europejskich igrzyskach halowych w 1968 w Madrycie.
20 lipca 1968 w Leningradzie wyrównał rekord Europy w biegu na 100 metrów czasem 10,0 s. Wynik ten powtórzył 15 sierpnia tego roku w Leninakanie.
Odpadł w ćwierćfinale biegu na 100 metrów na igrzyskach olimpijskich w 1968 w Meksyku, a radziecka sztafeta 4 × 100 metrów z Sapieją w składzie została zdyskwalifikowana w półfinale.
Na mistrzostwach Europy w 1969 w Atenach Sapieja zdobył srebrny medal w sztafecie 4 × 100 metrów (w składzie: Aleksandr Lebiediew, Sapieja, Nikołaj Iwanow i Wałerij Borzow) oraz odpadł w półfinale biegu na 100 metrów.
Zdobył brązowy medal w sztafecie 4 × 100 metrów na letniej Uniwersjadzie w 1970 w Turynie.
Był mistrzem ZSRR w biegu na 100 metrów w 1967 i 1968, wicemistrzem w biegu na 200 metrów w 1968 oraz brązowym medalistą w biegu na 100 metrów w 1970 i w sztafecie 4 × 100 metrów w 1968 i 1972.
Oprócz rekordu ZSRR w biegu na 100 metrów wyrównał także rekord w biegu na 200 metrów czasem 20,5 s (17 sierpnia 1968 w Leninakanie) i ustanowił w sztafecie 4 × 100 metrów (39,1 s 10 sierpnia 1968 w Erywaniu).